# LFF-Stadion
Das LFF-Stadion (litauisch LFF stadionas) ist ein Fußballstadion in der litauischen Stadt Vilnius. Der Namensgeber des Stadions ist die Lietuvos Futbolo Federacija (LFF), der litauische Fußballverband, der auch Eigentümer der 2004 errichteten Anlage ist.
Vor dem jetzigen Namen trug die Sportstätte die Bezeichnung Vėtra-Stadion (litauisch Vetros stadionas) nach dem Fußballverein Vėtra Vilnius. Dieser wurde im Jahr 2010 wegen eines Bankrotts aufgelöst, worauf der Verband das Stadion übernahm. Auf seinen Zuschauerrängen bietet es Sitzplätze für 5.422 Besucher. Von 2011 bis 2012 wurde das Stadion mit Unterstützung der UEFA renoviert und erweitert. Für die Zukunft ist ein Ausbau auf 8.000 Plätze geplant.
Gegenwärtig ist der Fußballclub FK Žalgiris Vilnius im Stadion beheimatet, der zuvor vom zwar größeren, aber veralteten Žalgiris-Stadion umzog. Ein weiterer Stadionnutzer ist der FK Riteriai. Bis zur Auflösung des Vereins im Jahr 2014 wurde das Stadion zudem von Polonija Vilnius genutzt.
Das Stadion entspricht nach dem Umbau den Bestimmungen der UEFA-Stadionkategorie 3. Damit können auch Länderspiele und Partien der Champions League sowie der Europa League ausgetragen werden. Die litauische Fußballnationalmannschaft trägt ihre Qualifikationsspiele zur Fußball-Weltmeisterschaft 2014 neben dem S.Dariaus-und-S.Girėno-Stadion in Kaunas in der Spielstätte des LFF aus.

## Galerie

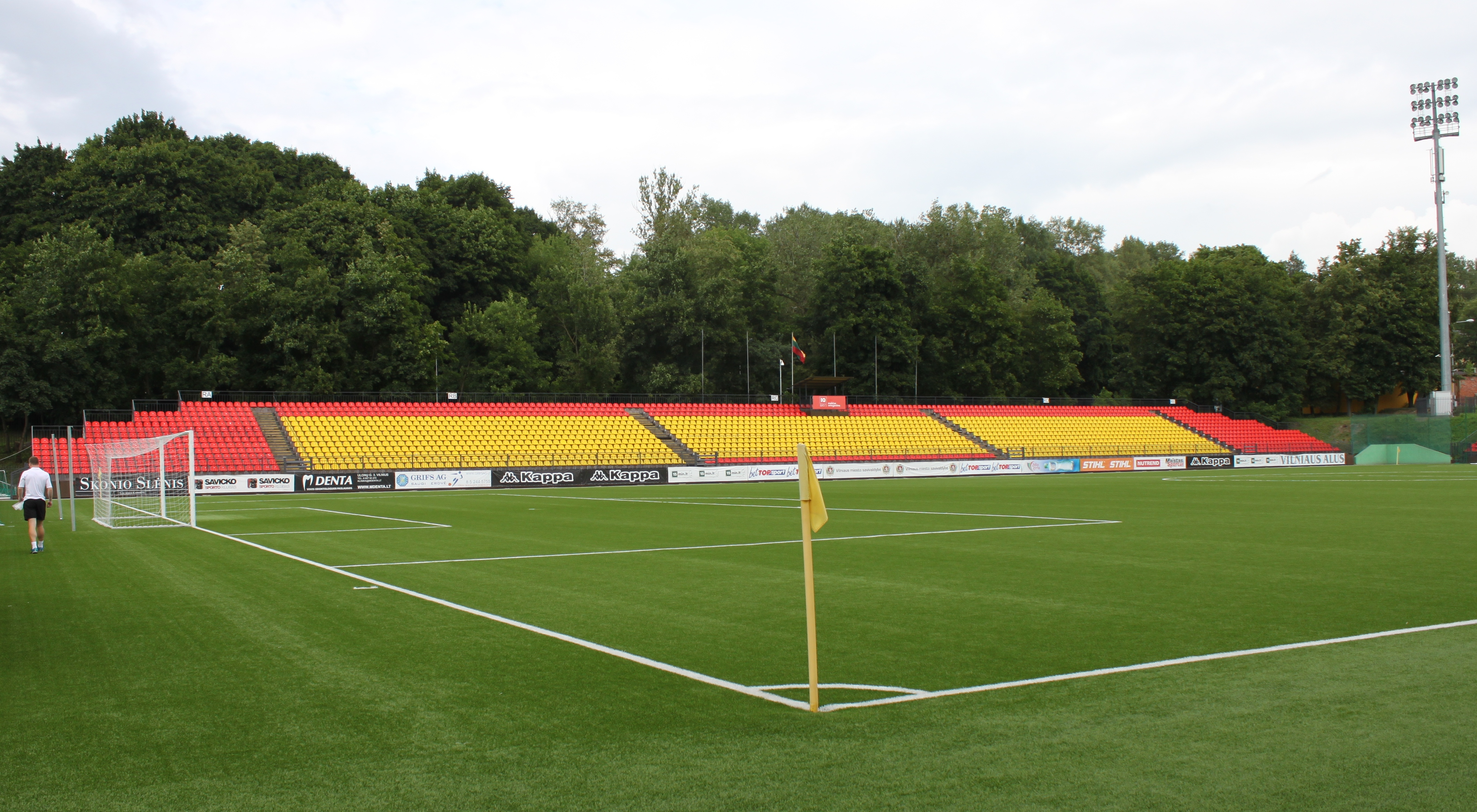
Die Längstribüne im Osten (2013)
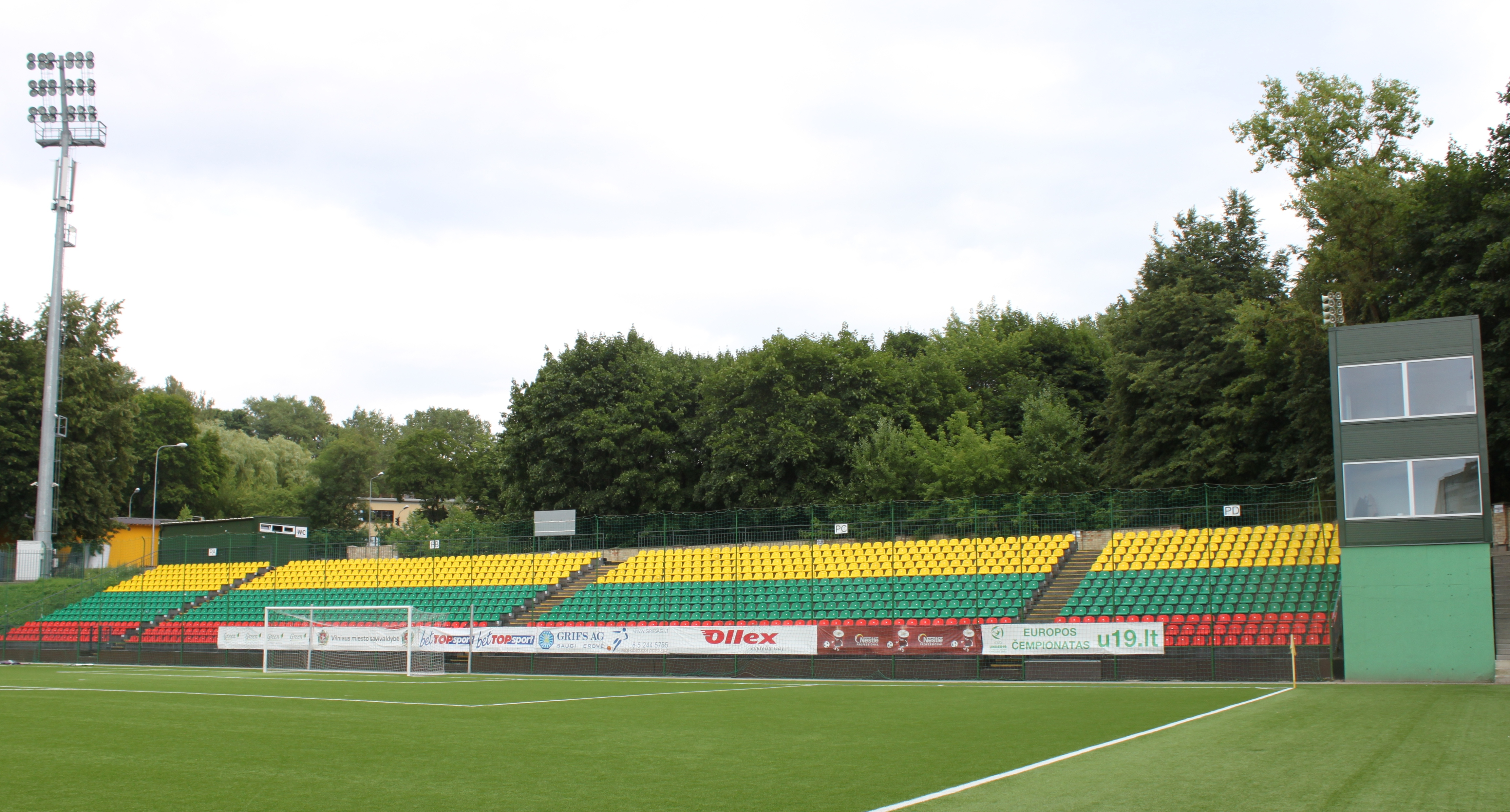
Die Südtribüne hinter dem Tor (2013)
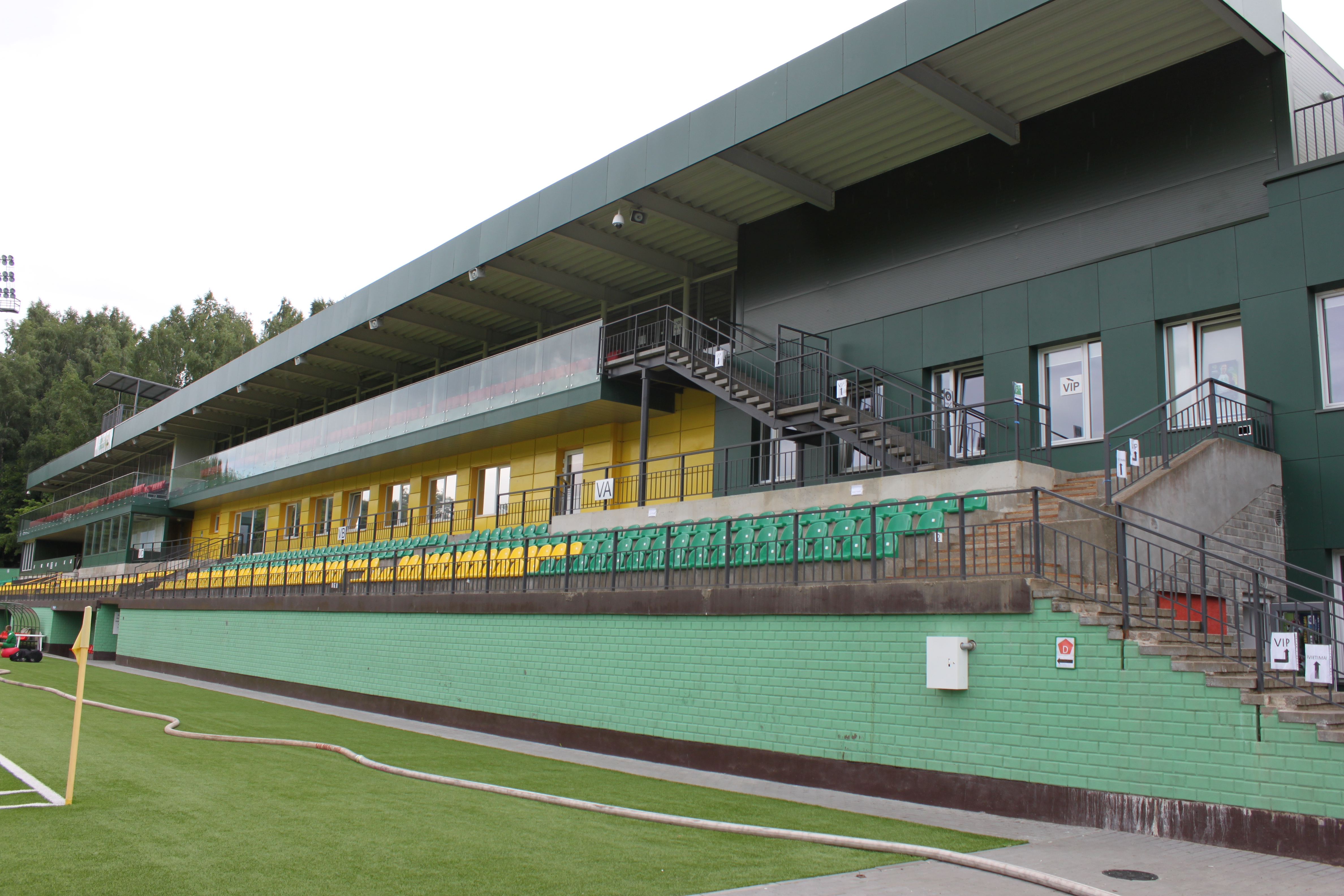
Die Haupttribüne mit den VIP-Logen (2013)
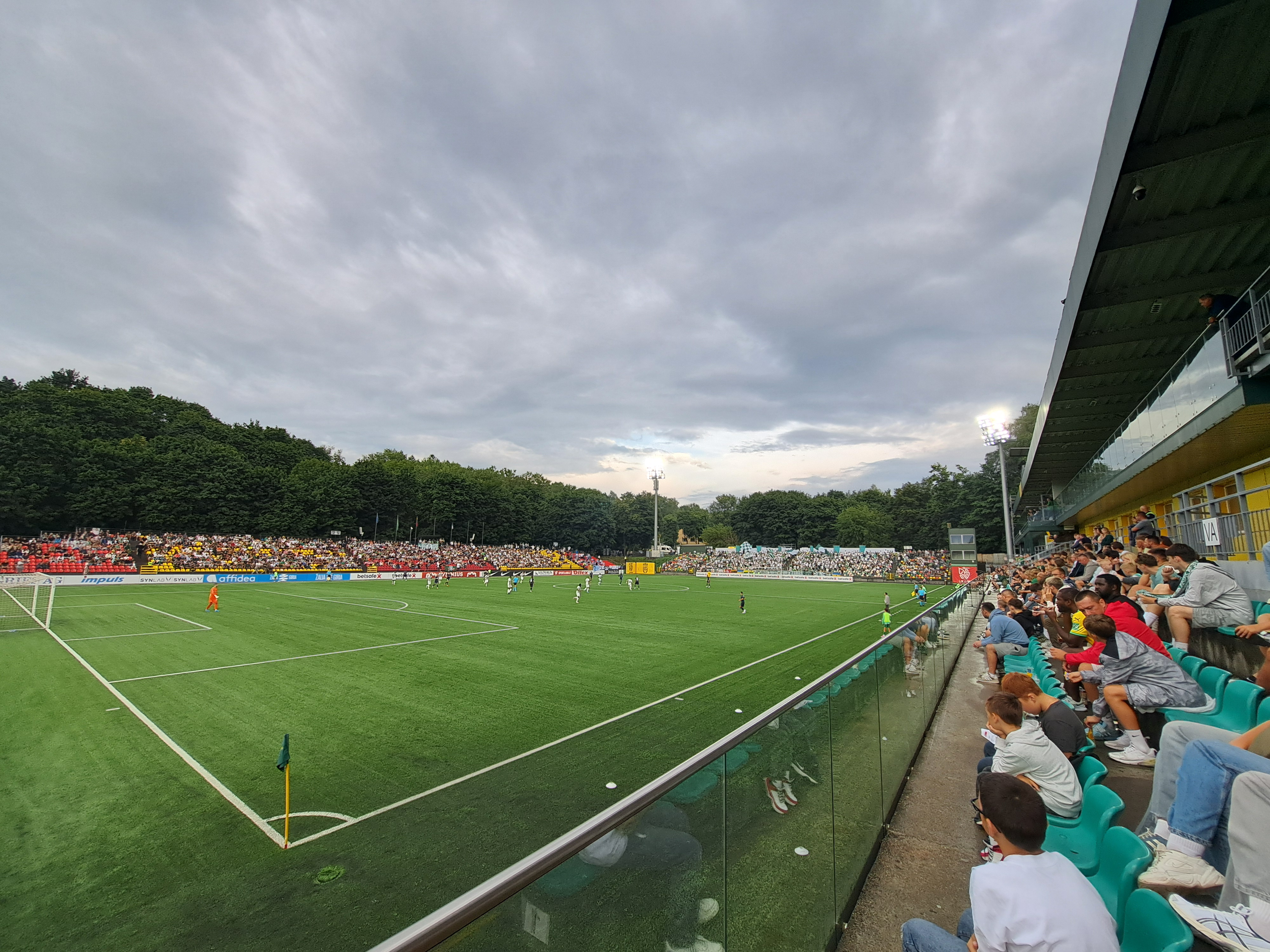
Panorama-Blick von der Haupttribüne (2024)